# Grzyby tremelloidalne

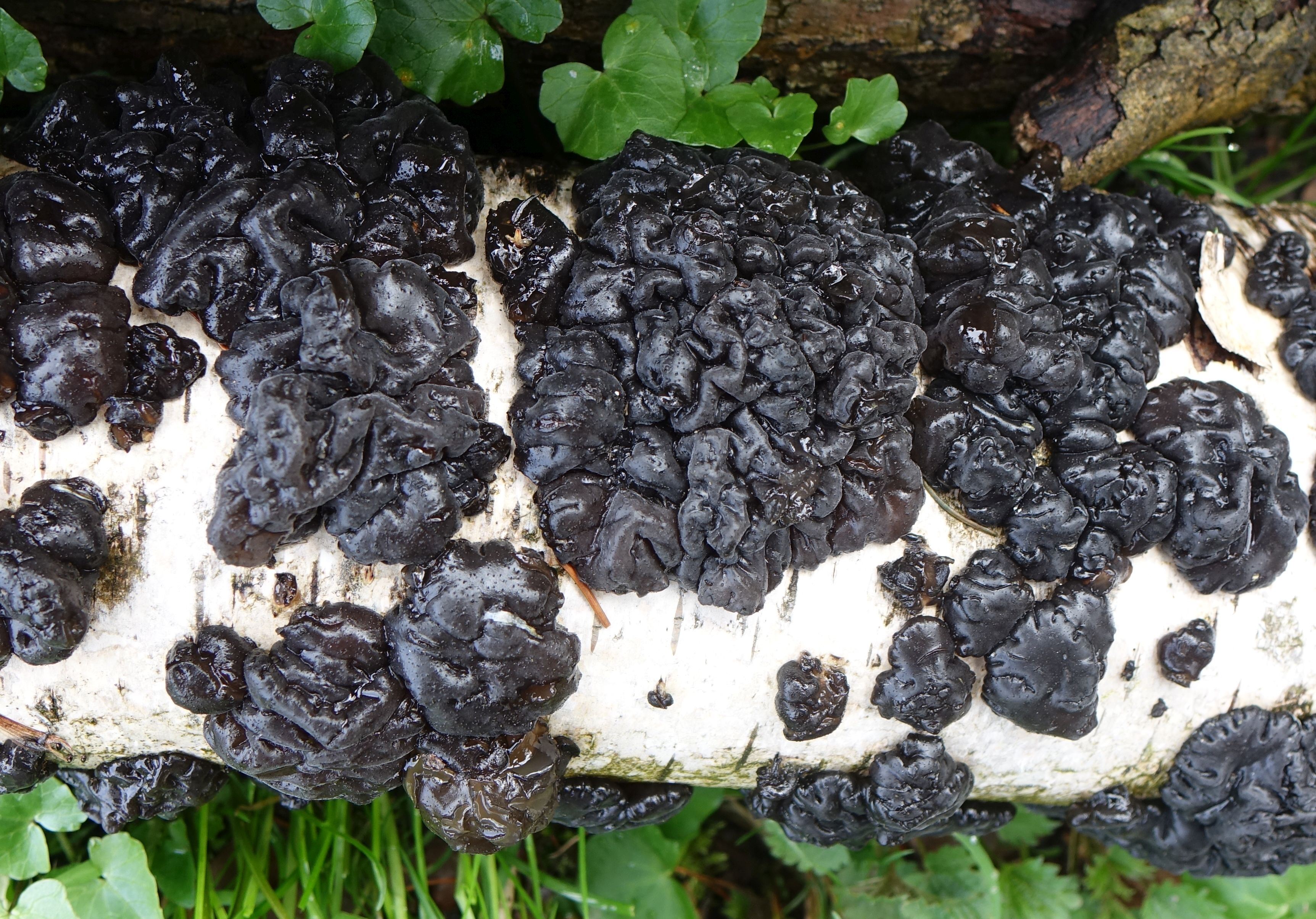
Kisielnica kędzierzawa na pniu brzozy

Grzyby tremelloidalne, zwane także grzybami trzęsakokształtnymi, trzęsakopodobnymi, lub „galaretowatymi” (ang. tremelloid fungi) – grupa grzybów, do której należą grzyby o galaretowatych owocnikach, podobnie jak Tremella (trzęsak). Nie jest to takson, lecz grupa morfologiczna. Do grzybów tremelloidalnych zalicza się grzyby wielkoowocnikowe, a także te grzyby kortycjoidalne, które mają konsystencję galaretowato-woskową. Większość gatunków grzybów tremelloidalnych należy do klas łzawniaki (Dacrymycetes) i Tremellomycetes oraz rzędów Auriculariales i Sebacinales. Grzyby tremelloidalne zwykle mają kształt poduszeczkowaty, mniej więcej kulisty, językowaty lub mózgowato pofałdowany. Warstwa hymenialna zwykle jest gładka i pokrywa całą powierzchnię owocnika, rzadko jest kolczasta, jak np. u galaretka kolczastego (Pseudohydnum gelatinosum).
Grzyby tremelloidalne preferują siedliska wilgotne, a najlepiej rozwijają się podczas wilgotnej pogody, głównie od późnej jesieni do wiosny. Podczas suszy wysychają i kurczą się, czasami także zmieniają barwę, wskutek czego stają się bardzo trudne, lub nawet niemożliwe do rozpoznania. Są wśród nich zarówno grzyby saprotroficzne rozwijające się na martwym drewnie, jak i grzyby pasożytnicze, będące pasożytami roślin lub innych grzybów.
Liczba gatunków grzybów tremelloidalnych jest stosunkowo niewielka w porównaniu z innymi morfologicznymi grupami grzybów. W 2015 r. w dobrze zbadanych przyrodniczo parkach narodowych w Polsce była następująca: w Białowieskim PN – 32, Bieszczadzkim PN – 12, Gorczańskim PN – 3, Kampinoskim PN – 25, Tatrzańskim PN – 28, Tucholskim – 5.